# Jamie George
Jamie Edward George (* 20. října 1990, Welwyn Garden City) je anglický ragbista hrající na pozici mlynáře v klubu Saracens. Vyhrál s ním šestkrát anglickou ligu (2011, 2015, 2016, 2018, 2019, 2023) a třikrát Evropský pohár mistrů (2016, 2017, 2019). Za Saracens hraje od listopadu 2009.
S anglickou reprezentací získal 2. místo na MS 2019, 3. místo na MS 2023 a v letech 2016, 2017 a 2020 se stal vítězem Six Nations. Od Six Nations 2024 je kapitánem Anglie.